# ساشا کیرشتاین
ساشا کیرشتاین (انگلیسی: Sascha Kirschstein؛ زادهٔ ۹ ژوئن ۱۹۸۰) بازیکن فوتبال اهل آلمان است.
از باشگاه‌هایی که در آن بازی کرده‌است می‌توان به باشگاه فوتبال گروتر فورث، باشگاه فوتبال هامبورگ، باشگاه فوتبال روت وایس اهلن، باشگاه فوتبال روت‌وایس اسن، باشگاه فوتبال اینگولشتات ۰۴، باشگاه فوتبال ارتسگبیرگ آئو و باشگاه فوتبال آینتراخت برانشوایگ اشاره کرد.